# Lecheyeles
Lecheyeles (sing. Lecheyel; isto Lechei) je pleme američkih Indijanaca porodice Alacalufan nastanjeno u domorodačko doba južno od skupine Cálenches, u južnom Čileu, oko 48º južne širine. Vjerojatno su srodni skupinama iz istog područja Taijatafes, Calenes (Calenches), Requinagueres i Huagheseneches. Spominje ih José García (1766-67). Kulturno srodni ostalim grupama Alacalufa. 
Lecheyeles je ujedno i naziv za jezik ili dijalekt istoimeniog plemena.